# Khaïissardakh
Khaïissardakh (en rus: Хайысардах) és un poble de la república de Sakhà, a Rússia, que el 2018 tenia 364 habitants, pertany al districte de Batagai.